# ريان داو
ريان داو (بالإنجليزية: Ryan Dow)‏ (7 يونيو 1991 بدندي في المملكة المتحدة - ) هو لاعب كرة قدم بريطاني في مركز الهجوم. لعب مع دندي يونايتد وفورفار أثلتيك ‏.

## وصلات خارجية
- ريان داو على موقع قاعدة بيانات كرة القدم.إي يو (الإنجليزية)
- ريان داو على موقع Soccerbase.com (لاعب) (الإنجليزية)
- ريان داو على موقع Soccerway.com (الإنجليزية)
- ريان داو على موقع عالم كرة القدم.نت (الإنجليزية)